# Element nilpotentny
Element nilpotentny lub nilpotent pierścienia {\displaystyle R} – element {\displaystyle x} pierścienia {\displaystyle R} o tej własności, że dla pewnej liczby naturalnej {\displaystyle n} zachodzi:
{\displaystyle x^{n}=0.}
W każdym pierścieniu 0 (element neutralny dodawania) jest elementem nilpotentnym.

## Własności
Twierdzenie. Niezerowy element nilpotentny jest dzielnikiem zera.
Dowód. Niech {\displaystyle x\in P} będzie niezerowym elementem nilpotentnym pierścienia {\displaystyle P.} Oznacza to, że dla pewnego {\displaystyle n\in \mathbb {N} } zachodzi {\displaystyle x^{n}=0.} Ponieważ, z założenia, element {\displaystyle x} jest niezerowy, to {\displaystyle n>1.} Oznacza to, że
{\displaystyle x^{n}=xx^{n-1}=0,}
co dowodzi tezy.
Twierdzenie. Suma dwóch elementów nilpotentnych, które są ze sobą przemienne, jest także elementem nilpotentnym.
Dowód. Niech {\displaystyle P} będzie pierścieniem przemiennym, a {\displaystyle x,y\in P} dwoma elementami nilpotentnymi. Oznaczmy przez {\displaystyle m,n\in \mathbb {N} } liczby takie, że {\displaystyle x^{m}=0} i {\displaystyle y^{n}=0.} Ponieważ, z założenia, elementy {\displaystyle x} i {\displaystyle y} są ze sobą przemienne, to możemy zastosować wzór Newtona dla wyrażenia {\displaystyle (x+y)^{m+n},} otrzymując
{\displaystyle (x+y)^{m+n}=\sum _{k=0}^{m+n}{\binom {m+n}{k}}x^{k}y^{m+n-k}.}
Dla {\displaystyle 0\leqslant k<m} zachodzi {\displaystyle m+n-k>n,} czyli {\displaystyle y^{m+n-k}=0} i składniki odpowiadające tym indeksom {\displaystyle k} są zerami. Pozostałe składniki odpowiadają {\displaystyle k\geqslant m,} czyli w tym przypadku {\displaystyle x^{k}=0.} Oznacza to, że wszystkie składniki w powyższej sumie są zerami, a więc i cała suma jest zerem. Element {\displaystyle x+y} jest więc elementem nilpotentnym.
Wniosek. W pierścieniu przemiennym suma dowolnych dwóch elementów nilpotentnych jest elementem nilpotentnym.
Twierdzenie. W pierścieniu przemiennym z jedynką suma elementu nilpotentnego i elementu odwracalnego jest elementem odwracalnym.
Dowód. Niech {\displaystyle a} będzie nilpotentem {\displaystyle (a^{n}=0).} Wówczas {\displaystyle (-a)^{n}=(-1)^{n}0=0.} Jeśli elementem odwracalnym (z twierdzenia) jest jedynka, to teza wynika z tożsamości:
{\displaystyle 1=-{\big (}(-a)^{n}-1{\big )}=(a+1)\left(\sum _{k=0}^{n-1}(-a)^{k}\right).}
Dla dowolnego {\displaystyle u} odwracalnego zachodzi:
{\displaystyle a+u=u(u^{-1}a+1).}
Ponieważ {\displaystyle u^{-1}a} jest nilpotentem {\displaystyle ((u^{-1})^{n}a^{n}=(u^{-1})^{n}0=0),} z założenia o odwracalności {\displaystyle u} i z pierwszej części dowodu wynika teza
{\displaystyle (a+u)^{-1}=(u^{-1}a+1)^{-1}u^{-1}=\left(\sum _{k=0}^{n-1}(-u^{-1}a)^{k}\right)u^{-1}.}

## Przykłady
W przypadku liczb rzeczywistych wiemy, że potęga naturalna dowolnej niezerowej liczby rzeczywistej jest także niezerowa. Oznacza to, że jedynym elementem nilpotentnym jest zero. To samo rozumowanie prowadzi do analogicznego wniosku dla liczb całkowitych, wymiernych i zespolonych. Wynik ten można uogólnić. Zauważmy, że każdy niezerowy element nilpotentny jest dzielnikiem zera, a więc jeśli pierścień nie zawiera dzielników zera, to nie zawiera także nietrywialnych elementów nilpotentnych.
W pierścieniu {\displaystyle \mathbb {Z} _{9}} nilpotentne są elementy {\displaystyle 0,3,6.} Istotnie, jest {\displaystyle 3^{2}=0} oraz {\displaystyle 6^{2}=0.} Pozostałe elementy są odwracalne, a więc nie są dzielnikami zera i w rezultacie nie są nilpotentami.

## Pierścień zredukowany
Pierścień, który nie zawiera niezerowych elementów nilpotentnych nazywany jest pierścieniem zredukowanym. Na przykład pierścień liczb rzeczywistych jest zredukowany. Ponadto, C*-algebra jest zredukowana wtedy i tylko wtedy, gdy jest przemienna. Każdy element idempotentny pierścienia zredukowanego należy do centrum.